# 米兰达·本内特
米兰达·本内特（英語：Miranda Bennett，1979年9月1日—），澳大利亚女子赛艇运动员。她曾代表澳大利亚参加世界赛艇锦标赛，获得三枚金牌和一枚铜牌，均来自女子轻量级四人双桨项目。